# Dandan Oilik
Dandan Oilik (chinois : 丹丹乌里克遗址 ; pinyin : dāndān wūlǐkè yízhǐ, Vieux turc : Dändan Öylik) est un site archéologique datant de la période des  dynasties du Nord et du Sud (420 – 589). Il situé dans le xian de Chira, préfecture de Hotan, capitale de la région autonome ouïghoure du Xinjiang, en République populaire de Chine.

## Galerie

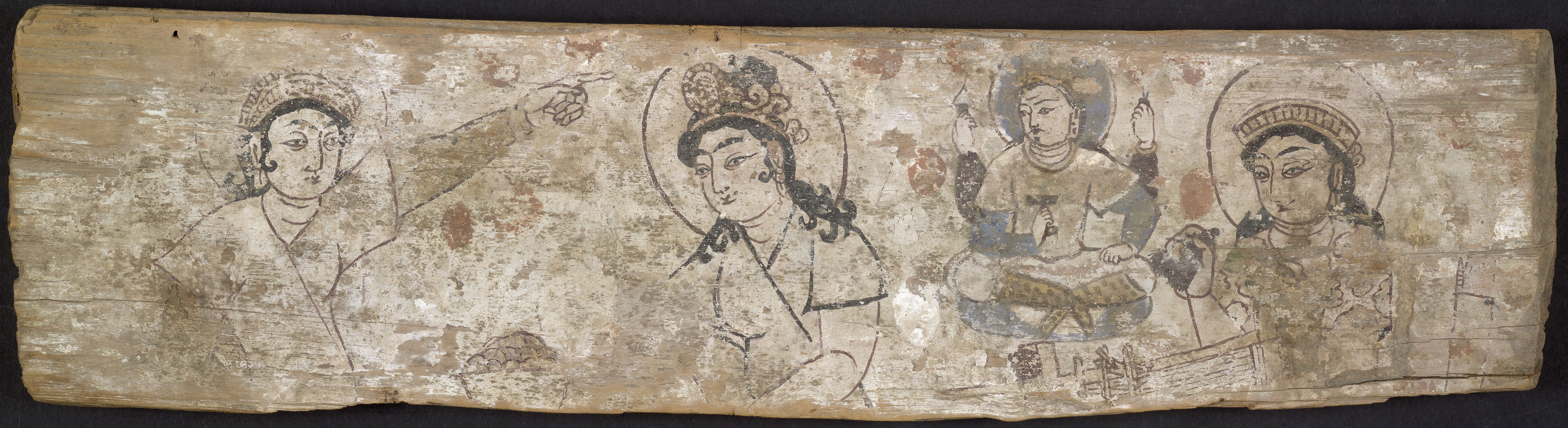
peinture sur soie provenant de ce site, conservé au British Museum
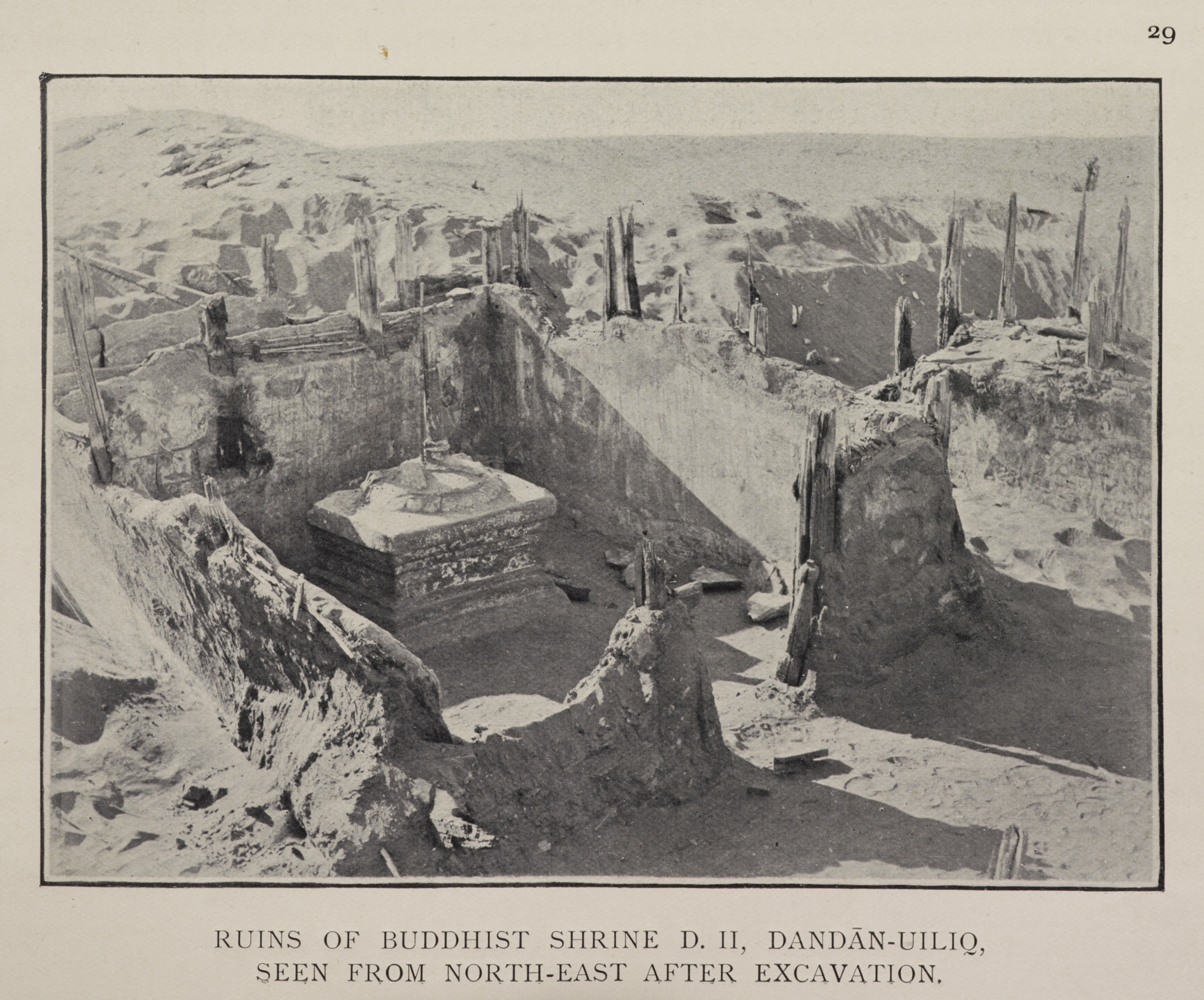
Excavation du site en 1907